# Call of Duty: Classic
Call of Duty: Classic is een spel uit de Call of Duty-franchise dat uitgekomen is in 2009, ontwikkeld door Infinity Ward en uitgegeven door Activision. Dit spel is een remake van Call of Duty, die enkel op de PC was uitgegeven. Dit spel is beschikbaar als download op Xbox Live haar Xbox Live Arcade (voor Xbox 360) en op het PlayStation Network (voor PlayStation 3).
Op de Xbox 360 zijn de overige delen uit de Call of Duty reeks (deel 2 tot en met deel 7) al als disc-versie te verkrijgen, echter was deel 1 van de Call of Duty-serie enkel op de PC (Windows en Mac) beschikbaar. Daarom is het eerste deel, Call of Duty, opnieuw gepubliceerd, ditmaal niet voor de PC maar op de Xbox 360 en de PlayStation 3 en niet als disc-versie maar als download. De game was vanaf 2 december 2009 te downloaden op de Xbox 360 en 3 december op de PlayStation 3.